# Tiopiran
Tiopiranul (denumit și tiină) este un compus heterociclic hexaciclic, nesaturat, cu sulf, cu formula chimică C5H6S. Există doi izomeri: 2H-tiopiranul și 4H-tiopiranul, care diferă prin poziția legăturii duble. Tiopiranii sunt analogi ai piranului în care atomul de oxigen a fost înlocuit cu un atom de sulf.